# Benji Madden
 Der er for få eller ingen kildehenvisninger i denne artikel, hvilket er et problem. Du kan hjælpe ved at angive troværdige kilder til de påstande, som fremføres i artiklen.

Benji Madden (født Benjamin Levi Combs 11. marts 1979) er en amerikansk guitarist og baggrundsvokal i bandet Good Charlotte. Benji var med til at danne bandet, Good Charlotte, sammen med sin tvillingebror, Joel Madden.
Siden januar 2015 gift med skuespilleren Cameron Diaz.

## Diskografi

### Med The Madden Brothers
- Before – Volume One (2011)
- Greetings from California (2014)[1]

#### Vocal appearances
| År   | Sang                       | Kunstner(e)          | Album                     |
| ---- | -------------------------- | -------------------- | ------------------------- |
| 2001 | "Let's Go"                 | X-Ecutioners         |                           |
| 2002 | "January"                  | Goldfinger           | Open Your Eyes            |
| 2003 | "Jaded (These Years)"      | Mest                 | Mest                      |
| 2003 | "It's Alright"             | MxPx                 | Before Everything & After |
| 2003 | "On the Outs"              | MxPx                 | Before Everything & After |
| 2004 | "Are You Ready?"           | Hazen Street         | Hazen Street              |
| 2004 | "All That"                 | Hazen Street         | Hazen Street              |
| 2004 | "Last Train Home"          | Lostprophets         | Start Something           |
| 2004 | "Jump"                     | N.E.R.D              | Fly or Die                |
| 2007 | "Tightly Wound"            | MxPx                 | Secret Weapon             |
| 2007 | "Sex Without Love"         | Ben Lee              | Ripe                      |
| 2008 | "My Own Way"               | Three 6 Mafia        | Last 2 Walk               |
| 2009 | "Apollo (Live on Your TV)" | Apoptygma Berzerk    | Rocket Science            |
| 2009 | "Darkness into Light"      | Matisyahu            | Light                     |
| 2009 | "Dead N' Gone"             | The 69 Eyes          | Back in Blood             |
| 2009 | "Shoulda Let U Go"         | Sean Kingston        | Tomorrow                  |
| 2009 | "Snowblinded"              | Kill Hannah          | Wake Up the Sleepers      |
| 2013 | "Breakdown"                | Tonight Alive        | The Other Side            |
| 2014 | "Come Back Down"           | TJR                  |                           |
| 2019 | "Never Enough"             | Sleeping with Sirens | How It Feels to Be Lost   |
| 2020 | "Second Chances"           | Hollywood Undead     | New Empire, Vol. 1        |

### Filmografi

#### Film
| År   | Titel                    | Rolle             | Noter      |
| ---- | ------------------------ | ----------------- | ---------- |
| 2001 | Not Another Teen Movie   | Prom band member  |            |
| 2006 | Live Freaky Die Freaky   | Interrogator #1   | Voice only |
| 2006 | Material Girls           | Mistaken valet #2 |            |
| 2006 | Fast Future Generation   | Himself           |            |
| 2007 | Punk's Not Dead          | Himself           |            |
| 2008 | Paris, Not France        | Himself           |            |
| 2009 | 6 Beers of Separation    | Himself           |            |
| 2016 | I'll Sleep When I'm Dead | Himself           |            |

#### Tv
| År        | Titel                      | Rolle                  | Noter         |
| --------- | -------------------------- | ---------------------- | ------------- |
| 2004      | Punk'd                     | Sig selv               | 1 episode     |
| 2009      | Australian Idol            | Sig selv (gæstedommer) | 2 episoder    |
| 2011      | The Electric Company       | Sig selv               | 2 episoder    |
| 2014      | The Voice Kids             | Sig selv (coach)       | Alle episoder |
| 2015–2016 | The Voice Australia        | Sig selv (coach)       | Alle episoder |
| 2022      | Celebrity Wheel of Fortune | Sig selv (deltager)    | 1 episode     |

#### Musikvideoer
- Rancid – "Fall Back Down"
- The White Tie Affair – "Candle (Sick and Tired)"
- Junior Sanchez – "Elevator"
- Young Dre The Truth – "Cheah Bah"
- Mest – "Jaded (These Years)"
- The 69 Eyes – "Dead N' Gone"
- Fenix Tx – "Threesome"
- Rad Omen – "Rad Anthem"
- Brand New – "Jude Law and a Semester Abroad"
- Escape the Fate – "10 Miles Wide"
- The Madden Brothers – "Oh My God"
- The Fray – "Love Don't Die"
- The Madden Brothers – "We Are Done"